# Политов, Семён Иванович
Семён Иванович Политов (1913—1980) — подполковник Советской Армии, участник Великой Отечественной войны, Герой Советского Союза (1945).

## Биография
Семён Политов родился 1 сентября 1913 года в Фофоновской Слободе (ныне — в черте города Ряжска Рязанской области). После окончания школы второй ступени и Московского землеустроительного техникума работал на фабрике в Московской области. В 1935—1937 годах Политов проходил службу в Рабоче-крестьянской Красной Армии, окончил артиллерийское училище. В 1939 году Политов повторно был призван в армию. Участвовал в польском походе и советско-финской войне. С начала Великой Отечественной войны — на её фронтах. В боях два раза был ранен.
К апрелю 1945 года майор Семён Политов командовал дивизионом 876-го гаубичного артиллерийского полка 9-й гаубичной артиллерийской бригады 5-й артиллерийской дивизии прорыва 4-го артиллерийского корпуса прорыва 1-го Белорусского фронта. Отличился во время Берлинской операции. В апреле 1945 года дивизион Политова принимал активное участие в прорыве немецкой обороны с плацдарма на западном берегу Одера, а затем поддерживал стрелковые части во время их наступления на Берлин, уничтожив 1 артиллерийское орудие, 3 автомашины, 5 огневых точек и около 2 батальонов вражеской пехоты. 21 апреля 1945 года дивизион Политова в числе первых начал обстрел Берлина. В ходе боёв на улицах города дивизион, ведя огонь прямой наводкой, нанёс противнику большие потери.
Указом Президиума Верховного Совета СССР от 31 мая 1945 года за «образцовое выполнение боевых заданий командования на фронте борьбы с немецкими захватчиками и проявленные при этом доблесть и мужество» майор Семён Политов был удостоен высокого звания Героя Советского Союза с вручением ордена Ленина и медали «Золотая Звезда».
После окончания войны Политов продолжил службу в Советской Армии. В 1952 году он окончил Высшую офицерскую артиллерийскую школу. В 1959 году в звании подполковника Политов был уволен в запас. Проживал и работал в Феодосии. Умер 29 ноября 1980 года, похоронен на Новом городском кладбище Феодосии.
Был также награждён орденом Октябрьской Революции, двумя орденами Красного Знамени, орденами Суворова 3-й степени, Александра Невского, Отечественной войны 2-й степени и Красной Звезды, рядом медалей.
В честь Политова названа улица в Ряжске.

Могила Политова на Новом кладбище Феодосии.